# Melinnexis somovi
Melinnexis somovi är en ringmaskart som beskrevs av Uschakov 1957. Melinnexis somovi ingår i släktet Melinnexis och familjen Ampharetidae. Inga underarter finns listade i Catalogue of Life.